# Morde in Broken Arrow (Oklahoma)
Die Broken Arrow Morde fanden am 22. Juli 2015 in der amerikanischen Stadt Broken Arrow im US-Bundesstaat Oklahoma statt. Fünf Mitglieder der Familie Bever wurden von den ältesten Söhnen, dem 18-jährigen Robert und dem 16-jährigen Michael, ermordet.
Der 12-jährige Daniel Bever konnte den Notruf wählen, ehe er durch einen Hinterhalt ebenfalls von seinen Brüdern ermordet wurde.
Durch diesen Notruf wurde die Polizei alarmiert und konnte so zwei Schwestern, die 13-jährige Crystal und die 2-jährige Autumn Bever, retten.
Robert und Michael Bever wurden wegen fünffachen Mordes sowie des Angriffes in einem Falle als auch des körperlichen Angriffs mit Absicht zum Mord angeklagt. Beide wurden zu lebenslänglichen Freiheitsstrafen ohne die Möglichkeit zur Bewährung verurteilt.

## Tathergang
Am 22. Juli 2015 um 23:30 Uhr wurde die Polizei durch den 12-jährigen Daniel Bever zum Haus der Familie in der 709 Magnolie Court gerufen. Während des Gesprächs mit der Notrufleitstelle äußerte Daniel, dass sein Bruder die Familie angreifen würde. Im Hintergrund des Telefonats wurden Schreie sowie eine männliche Stimme gehört, bevor die Verbindung abbrach. Die Leitstelle ortete den Standort Daniels über die Telefonnummer, nachdem sie nicht in der Lage war, den Vater der Familie, David Bever zu erreichen.
Beim Eintreffen bemerkten die Polizisten Blut auf der Veranda des Hauses. Nach ihrem Klopfen an der Haustür hörten sie den schwachen Hilferuf der 13-jährigen Crystal Bever und verschafften sich daraufhin Zutritt zum Haus. Crystal wurde mit mehreren Stichwunden aufgefunden und aus dem Haus transportiert. Die Polizisten fanden den toten Daniel Bever sowie vier weitere Tote vor. Die 2-jährige Autumn Bever wurde unverletzt aufgefunden. Es wurde angenommen, dass einer der Brüder seine Geschwister durch Vorspielen eines Angriffs auf sich selbst in einen Hinterhalt gelockt hatte, um diese angreifen und ermorden zu können.
Crystal überlebte den Angriff, jedoch war ihr Zustand aufgrund der mehrfachen Stichwunden zunächst kritisch. Sie identifizierte ihre Brüder als die Angreifer, die sie in ihr Schlafzimmer lockten, ihr die Kehle durchschnitten sowie in Bauch und Arme stachen. Crystal wurde in ein nahegelegenes Krankenhaus transportiert und notoperiert. Ihr Status nach der Operation wurde als ernst aber stabil eingestuft. Die beiden Schwestern wurden der Obhut des Staates übergeben.
Die Eltern und drei Geschwister wurden niedergestochen tot aufgefunden. Neben Schutzkleidung der Täter wurden Messer, Beile und weitere Klingenwaffen am Tatort gefunden. Die Ermittlungsbehörden gaben an, dass mehrere der vor Ort gefundenen Waffen bei der Tat verwendet wurden.

## Opfer
Fünf Personen wurden in diesem Familienmord getötet sowie eine verwundet. Der Rechtsmediziner stellte fest, dass die gemeinsame Todesursache „multiple Einwirkungen mit scharfen Gegenständen“ sei. Die Autopsien ergaben, dass die Opfer zwischen den späten Stunden des 22. Juli 2015 sowie den frühen Stunden des 23. Juli 2015 starben.
Ermordete
- David Bever, 54 (Vater; getötet durch mindestens 28 Stichwunden)
- April Bever, 45 (Mutter; getötet durch ein stumpfes Gewalttrauma sowie mehr als 48 Stichwunden)
- Daniel Bever, 12 (Bruder; getötet durch 21 Stichwunden)
- Christopher Bever, 10 (Bruder; getötet durch 21 Stichwunden)
- Victoria Bever, 5 (Schwester; getötet durch 23 Stichwunden)

Verwundete
- Crystal Bever, 13 (Schwester; verwundet durch Stichwunden)[12]

## Motive und Hintergründe der Täter
Die Brüder Robert und Michael Bever wurden als Täter identifiziert. Nachbarn sagten aus, dass die Eltern der Familie ihre Kinder zu Hause unterrichteten und sie vom Kontakt zu anderen Nachbarn oder Kindern isolierten.
Die Strafverteidiger der Brüder äußerten nach Aussagen von Crystal Bever, dass Vater David physisch und verbal missbrauchendes Verhalten an den Tag gelegt hätte. Robert Bever sagte, dass seine Eltern ihm und seinen Geschwistern gegenüber beleidigend aufgetreten seien. Weiter sagte er, dass seine Eltern oft darüber sprachen, welche Personen sie hassen würden und dass sie das biblische Armageddon als „Vergeltung für alles was sie in der Welt hassen würden“ herbeisehnten.
Robert gestand, den Familienmord ausgeführt zu haben. Weiter sagte er aus, dass er und sein Bruder Michael den Plan dazu seit einiger Zeit hatten und beabsichtigten, weitere Schießereien außerhalb der Familie auszuführen, in der Hoffnung, mit dem Columbine-High-School-Massaker 1999 und dem Amoklauf von Aurora 2012 gleichzuziehen oder diese sogar zu übertreffen.
Nach weiterer Aussage von Robert beabsichtigten die Brüder, die Leichen ihrer Familie zu zerstückeln und auf dem Dachboden zu verstecken. Auch planten sie, das Familienauto zu stehlen und jeweils fünf zufällige Personen an verschiedenen Orten zu erschießen, um so mindestens 50 Leute getötet zu haben. Robert würde Serienmörder bewundern und hatte die Hoffnung, auch außerhalb von Oklahoma Taten begehen zu können, um so mindestens 500 Menschen oder mehr zu töten.

## Nachwirkungen
Die beiden Verdächtigten flohen durch die Hintertür vom Tatort, als die Polizei eintraf. Mit der Hilfe eines Spürhundes konnten die beiden Brüder in einem Areal hinter dem Haus um 0.18 Uhr aufgespürt und ohne Widerstand festgenommen werden. Zum Zeitpunkt der Festnahme war Robert Bever mit einem Messer bewaffnet.
Einer der Brüder äußerte spontan, dass die Pläne zum Tötungsvorhaben auf einem USB-Laufwerk, welcher sich im Haus befindet, gespeichert sind. Dieses Laufwerk wurde von der Polizei sichergestellt, als diese das Haus ein zweites Mal durchsuchte. Ebenfalls stellte die Polizei Computertechnik und die Videoüberwachungstechnik sicher, von welcher sie glaubten, dass die Morde aufgezeichnet wurden, da in der Nähe einer Kamera drei Leichen aufgefunden wurden.
Später kam heraus, dass die Brüder beabsichtigten, ein Video mit den Leichen für die Strafverfolgungsbehörde zu erstellen sowie eins ohne die Leichen, um es möglicherweise im Internet zu veröffentlichen.
Die Strafverfolgungsbehörden bezeichneten die Morde als „den schlimmsten einzelnen Kriminalfall in der Geschichte Broken Arrows“. Die Brüder wurden des fünffachen Mordes sowie des Angriffes in einem Falle als auch des körperlichen Angriffs mit Absicht zum Mord angeklagt. Am 25. Juli 2015 wurde bekanntgegeben, dass Michael Bever als Erwachsener angeklagt werde.
Eine Verurteilung wegen Mordes kann in Oklahoma lebenslängliche Freiheitsstrafe oder auch die Todesstrafe nach sich ziehen. Die Staatsanwaltschaft äußerte, dass Michael Bever von der Todesstrafe ausgenommen werde, da er zum Tatzeitpunkt jünger als 16 Jahre gewesen sei.
Der Anwalt von Michael Bever widersprach der Anklage seines Mandanten als Erwachsener, da der im Gefängnis sterben werde, was aus seiner Sicht dasselbe wie die Todesstrafe sei. Er argumentierte, dass Michael aufgrund des physischen und emotionalen Missbrauchs rehabilitiert statt inhaftiert werden solle.
Die Ermittler durchsuchten eine Lieferung mit 3000 Stück Munition vom 23. Juli 2015. Zudem durchsuchten und überprüften sie die Social-Media-Aktivitäten von Robert Bever.
Am 6. Juli 2016 wurde der Suizidversuch von Robert Bever öffentlich bekannt. Die Sprecherin des Sheriff's Office gab bekannt, dass der Suizidversuch am 17. Juni stattfand und durch einen Gefängniswärter während eines Routinerundgangs bemerkt wurde. Das medizinische Personal des Gefängnisses stellte fest, dass er unverletzt war. Robert wurde in die Suizidüberwachung überstellt.
Mitte Februar 2017 wurde der Plan der Stadtverwaltung Broken Arrows bekannt, mittels Fundraising genügend Mittel zu akquirieren, um das Haus der Familie Bever zu erwerben, um dort einen Park mit dem Titel „The Bever Family-First Responders Memorial Park“ zu errichten. Das Haus brannte am 18. März 2017 nieder.
Am 27. März 2019 wurde der „Reflection Park“ unter dem ursprünglich geplanten Namen eingeweiht. Am ehemaligen Standort des Bevers-Hauses führt nun ein Pfad durch einen Grashügel.

## Gerichtsverfahren
Die Brüder wurden am 3. August 2015 dem Gericht vorgeführt. Beide plädierten auf nicht schuldig. Die vorläufige Anhörung war für den 28. Oktober 2015 angesetzt. Das Datum wurde auf den 9. Oktober verschoben, ehe die Anhörung später auf den 22. Januar und nochmals auf den 23. Februar 2016 verschoben wurde.
Am 5. August 2015 entschied Richter Bill Musseman, dass Dokumente, die den Fall betreffen, veröffentlicht werden, was am nächsten Tag geschah. Im Sinne des Opferschutzes wurden die Identitäten der Opfer sowie weitere sensible Informationen geschwärzt.
Robert Bever bekannte sich letztlich schuldig im Sinne der Anklage und wurde am 7. September 2016 zu fünf lebenslangen Freiheitsstrafen ohne Möglichkeit der Bewährung verurteilt.
Das Verfahren gegen Michael Bever fand vom 16. April bis 9. Mai 2018 statt; er wurde für schuldig befunden. Am 9. August 2018 wurde das Strafmaß von fünf lebenslangen Freiheitsstrafen ohne Möglichkeit der Bewährung bekanntgegeben.
Am 15. Juli 2019 nachmittags versuchte Robert Bever, im Aufenthaltsraum des Gefängnisses zwei Angestellte des Joseph Harp Correctional Centers anzugreifen. Er wurde zu drei weiteren lebenslangen Freiheitsstrafen verurteilt.
Robert Bever ist in der Oklahoma State Penitentiary und Michael Bever im Lexington Correctional Center inhaftiert worden.